# Raión de Kuvshínovo
El raión de Kuvshínovo (ruso: Кувши́новский райо́н) es un distrito administrativo y municipal (raión) ruso perteneciente a la óblast de Tver. Se ubica en el centro de la óblast. Su capital es Kuvshínovo.
En 2021, el raión tenía una población de 13 028 habitantes.
El raión se ubica en la parte más alta de la meseta de Valdái, y por su territorio pasa el límite entre las cuencas hidrográficas del río Nevá (que va al mar Báltico) y el Volga (que va al mar Caspio). En la cuenca del Nevá, el raión de Kuvshínovo alberga el nacimiento del río Tsna. En la del Volga, pasa por el raión el río Osuga.

## Subdivisiones
Comprende 166 núcleos de población distribuidos en cinco gobiernos locales, que son la ciudad de Kuvshínovo (la capital) y los asentamientos rurales de Moguiliovka, Priamújino, Sokólniki y Týsiatskoye.